# Trasul în țeapă

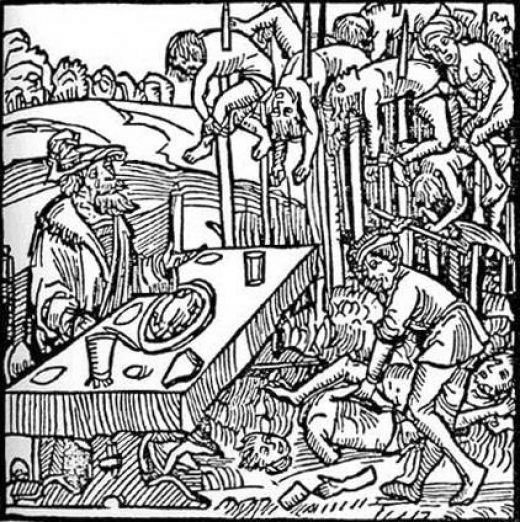
Gravură din Cronica Brodoc, înfățișând pe domnitorul Vlad Țepeș, care asistă la tragerea în țeapă a unui grup de condamnați.

Trasul în țeapă reprezenta o metodă de tortură sadică și execuție de mare efect asupra populației în timpul Evului Mediu. Condamnații la o astfel de pedeapsă erau străpunși cu țepe și apoi agățați de obicei pe zidurile cetăților pentru a crea o stare de teamă și a impune autoritatea domnului. Deși era foarte dură, metoda a dat roade în timpul lui Vlad Țepeș, atacurile turcești, respectiv tâlhăriile diminuându-se.

## Descriere
Scopul era de a răstigni omul în așa fel, încât moartea să nu urmeze îndată, să nu fie imediată, ca atunci când se taie capul cu spada sau securea, ci omul să sufere dureri cumplite, timp de ore întregi sau chiar zile, până își dădea sufletul. Se pregătea un țăruș mare, mai lung decât statura unui om, care se fixa în pământ (mai rar, se tăia și curăța un pom subțire), vârful fiind ascuțit ca un cui și uns cu seu, ca să alunece. Omul putea fi înfipt în acea țeapă prin mijloc (burtă sau spinare, capul și membrele atârnând spre pământ), dar era riscul de a străpunge un organ vital și omul murea prea repede. Așadar, în metoda cea mai răspândită la călăii lui Țepeș, victimei culcate la pământ, cu brațele legate la spate, i se înfigea țeapa prin anus, trăgând apoi de amândouă picioarele legate cu frânghii la glezne. Apoi, se bătea și cu un ciocan de lemn în celălalt capăt al țepei, cu băgare de seamă, pentru a nu străpunge cele două organe de care se știa că provoacă moartea imediată: ficatul și inima. Omul stătea astfel răstignit, în chinuri cumplite, dar cu organele vitale funcționând. Murea cu încetul de suferință, de sete, de foame și de atacul corbilor care veneau atrași de miros.

## Origini
Trebuie știut însă că trasul în țeapă nu este nicidecum o invenție, o născocire a lui Vlad Țepeș. Supliciul acesta l-au aplicat și alții, înaintea lui. Există chiar o prețioasă mărturie în scrisoarea unui mare boier muntean, care se adresa brașovenilor în 1480 (deci după moartea lui Vlad Țepeș), zicându-le să țină minte că ai lor, împreună cu unii boieri pribegi, au fost cei care au tras mai întâi în țeapă niște oameni de-ai lui Vlad Țepes, de unde acesta s-a mâniat și a adus acolo foc și pârjol. Prin urmare, dușmanii lui Vlad Țepes începuseră cu trasul în țeapă. De asemenea, se cunoaște și că Ștefan cel Mare a folosit această metodă. Într-adevăr, contrar părerii larg răspândite că supliciul trasului în țeapă ar fi de origine turcească, această pedeapsă este întâlnită încă din Antichitate, fiind practicată de asirieni și descrisă în Codul lui Hammurabi. Ceea ce îl distinge pe Țepeș de toți înaintașii (și chiar de toți urmașii lui) este numărul înfiorător de mare al victimelor sale.
Ceea ce trebuie reținut este faptul că, trasul în țeapă era o practică obișnuită, în Europa, pe vremea lui Vlad Țepeș.
Regele Ludovic al XI-lea al Franței (1461-1483), folosea adesea trasul în țeapă, ca pedeapsă.